# Episodi di White Collar (quarta stagione)
La quarta stagione della serie televisiva White Collar, composta da sedici episodi, è stata trasmessa in prima visione negli Stati Uniti dal canale via cavo USA Network dal 10 luglio 2012 al 5 marzo 2013.
In Italia la stagione è andata in onda in prima visione sul canale satellitare Fox dal 30 gennaio al 15 maggio 2013; in chiaro è trasmessa da TOP Crime dal 3 marzo 2014.
| nº | Titolo originale       | Titolo italiano          | Prima TV USA      | Prima TV Italia  |
| -- | ---------------------- | ------------------------ | ----------------- | ---------------- |
| 1  | Wanted                 | Ricercato                | 10 luglio 2012    | 30 gennaio 2013  |
| 2  | Most Wanted            | Lo scambio               | 17 luglio 2012    | 6 febbraio 2013  |
| 3  | Diminishing Returns    | Effetti del ritorno      | 24 luglio 2012    | 13 febbraio 2013 |
| 4  | Parting Shots          | La vedova                | 31 luglio 2012    | 20 febbraio 2013 |
| 5  | Honor Among Thieves    | Codice d'onore           | 14 agosto 2012    | 27 febbraio 2013 |
| 6  | Identity Crisis        | Crisi d'identità         | 21 agosto 2012    | 6 marzo 2013     |
| 7  | Compromising Positions | Posizioni compromettenti | 28 agosto 2012    | 13 marzo 2013    |
| 8  | Ancient History        | Una storia antica        | 4 settembre 2012  | 20 marzo 2013    |
| 9  | Gloves Off             | Ultimo round             | 11 settembre 2012 | 27 marzo 2013    |
| 10 | Vested Interest        | A prova di proiettile    | 18 settembre 2012 | 3 aprile 2013    |
| 11 | Family Business        | Affari di famiglia       | 22 gennaio 2013   | 10 aprile 2013   |
| 12 | Brass Tacks            | La chiave del mistero    | 29 gennaio 2013   | 17 aprile 2013   |
| 13 | Empire City            | Empire City              | 5 febbraio 2013   | 24 aprile 2013   |
| 14 | Shoot the Moon         | Promesse d'amore         | 19 febbraio 2013  | 1º maggio 2013   |
| 15 | The Original           | L'originale              | 26 febbraio 2013  | 8 maggio 2013    |
| 16 | In the Wind            | La caccia                | 5 marzo 2013      | 15 maggio 2013   |

## Ricercato
- Titolo originale: Wanted
- Diretto da: Paul Holahan
- Scritto da: Jeff Eastin

### Trama
Neal e Mozzie sono riusciti a fuggire da New York, ma l'FBI li sta cercando da 6 settimane. Al bureau arriva Kyle Collins dell'ufficio Affari Internazionali, inviato da Kramer, che ha intenzione di trovare e arrestare Caffrey con l'aiuto di Peter che però non collabora facilmente. Intanto Neal e Mozzie sono a Capo Verde e vivono come due ricchi e sereni abitanti dell'isola, pagando 25.000 dollari al mese a un protettore locale, Henry Dobbs, per avere incolumità da eventuali pericoli. Durante la sua permanenza sull'isola, Neal si invaghisce di Maya, una ragazza che lavora alla caffetteria che lui frequenta, con la quale avrà una relazione. Peter scopre che all'indirizzo dove era custodito il quadro rubato abita Ellen Parker, un'amica di famiglia di Neal, e le chiede aiuto per mettersi in contatto con lui. La donna inizialmente rifiuta di collaborare, ma grazie a Elizabeth cambierà idea. Peter riesce a contattare Neal e lo avverte di un agente sulle sue tracce. Inoltre registra la chiamata e tramite degli indizi scopre che si trova a Capo Verde. Nel frattempo Collins sospetta che Peter nascondi la verità su Caffrey, così ottiene un mandato per perquisire casa sua e trova la mappa sulla quale stava lavorando Peter con la posizione del nascondiglio di Neal cerchiata. Collins prende il primo volo per Capo Verde dove comunica alla popolazione locale che c'è una taglia di 500 000 dollari sulla testa di Neal, senza menzionare se bisogna riportarlo vivo o morto. Peter, preoccupato per l'amico, decide di raggiungere Neal per aiutarlo. Una volta atterrato sull'isola i tre devono trovare un modo per fuggire. Mentre Peter e Mozzie cercano uno dei molti contatti di Mozzie sull'isola per fuggire in barca, Neal cerca aiuto da Dobbs, ma lui fa un accordo con Collins e gli tende una trappola.
- Ascolti USA: telespettatori 3 210 000[3]

## Lo scambio
- Titolo originale: Most Wanted
- Diretto da: Paul Holahan
- Scritto da: Mark Goffman

### Trama
Dopo essere stato catturato presso la villa di Dobbs dall'agente Collins, Neal viene imprigionato mentre i suoi fedeli amici Mozzie e Peter lo cercano in lungo ed in largo nell'isola fino a quando Maya non gli dice dove l'ha portato.
Neal cerca di evadere dalla cella grazie alle sue formidabili abilità, ma l'agente Collins riesce a sventare gli astuti piani di Caffrey e per precauzione decide di sparargli alla gamba destra.
Neal viene medicato da una dottoressa e in una conversazione con Dobbs capisce che qualcosa nel suo comportamento non quadra, ciononostante prima di essere caricato sull'auto di Collins, riesce a rubare una chiave mentre Dobbs lo aiuta a reggersi in piedi.
Peter e Mozzie scoprono cosa è successo e organizzano un piano di fuga per Neal con l'aiuto dello scaltro fratellino di Maya.
Dopo essersi riuniti, Peter cantando una filastrocca scopre con l'aiuto di Neal chi in realtà è Dobbs (si rivelerà essere Robert Mc Lish, il quarto criminale più ricercato al mondo).
Peter propone così un accordo al suo superiore che prevede il rilascio di Neal se quest'ultimo riuscirà a catturare Mc Lish, il superiore fa intendere di essere favorevole pur non garantendo nulla.
Infine grazie ad un astuto piano che coinvolge Peter nelle vesti di un barman acrobatico, Maya, il suo fratellino e ovviamente Neal e Mozzie, Mc Lish verrà catturato e Neal riportato a New York dove potrà riprendere il suo vecchio incarico da consulente. Mozzie invece decide di restare a Capo Verde. La sera stessa Neal incontra Ellen che gli assicura di non aver svelato nulla riguardo alla sua famiglia, in quanto Neal vuole tenerlo momentaneamente segreto a Peter.
Nonostante il finale sembri dei migliori, l'agente Burke sarà, a causa del suo insubordinato comportamento, temporaneamente trasferito. 
- Ascolti USA: telespettatori 2 980 000[4]

## Effetti del ritorno
- Titolo originale: Diminishing Returns
- Diretto da: Stefan Schwartz
- Scritto da: Jim Campolongo

### Trama
Mentre Neal riprende il lavoro alla White Collar con Diana e Jones, Peter viene riassegnato presso "la Grotta", ossia l'archivio prove, per aver seguito Neal nonostante gli fosse stato espressamente ordinato di non farlo. Peter però voleva seguire un vecchio caso irrisolto da vent'anni: un ladro misterioso che colpisce ogni cinque anni nello stesso periodo. Neal, per sdebitarsi, lo segue con la squadra per evitare che il colpevole colpisca nuovamente e scompaia per altri cinque anni. Alla Grotta, mentre viene severamente controllato dall'agente Patterson, Peter cerca di fare un buon lavoro per poter ritornare alla White Collar anche se il suo supervisore metterà a dura prova la sua pazienza. Neal grazie all'aiuto di Peter scopre che il ladro misterioso è Dave Cook e ha intenzione di rapinare una gioielleria, ma a furto avvenuto non riescono a catturarlo in tempo. Tornato a casa, Neal trova con grande sorpresa Mozzie, deciso a riprendere la sua vita a New York, che si offre di aiutarlo nella ricerca di Cook. Infatti scopre che il ladro ha una ricettatrice, così cercano di tenderle una trappola per catturalo e l'operazione va a buon fine.
Neal, come promesso, rivela a Peter che suo padre era un poliziotto corrotto e che Ellen era la sua partner che lo ha cresciuto come un figlio dopo la morte del padre. La madre gli aveva fatto credere che il padre morì da eroe, ma compiuta la maggiore età, Ellen lo mise di fronte alla verità e lui decise di scappare. Neal sa poco e niente di suo padre, ma prende finalmente coraggio e chiede a Ellen di raccontargli tutta la sua storia, anche se lei lo avverte che quello che gli sta per raccontare non porterà a nulla di buono.
- Ascolti USA: telespettatori 3 010 000[5]

## La vedova
- Titolo originale: Parting Shots
- Diretto da: Robert Duncan McNeill
- Scritto da: Alexandra McNally

### Trama
Mentre Neal mostra orgoglioso a Peter la sua prima busta paga dal Bureau, arriva Sara. La donna deve scoprire se Grant Covington è morto in un incidente mentre faceva immersioni negli Hamptons o se è stato ucciso da sua moglie per incassare i cinquanta milioni di dollari dell'assicurazione. Per un caso fortuito Neal aggancia Sophie Covington e sfrutta la situazione per indagare. Neal e Mozzie fanno visita a Ellen per farsi aiutare nelle indagini su James Bennet, il padre di Neal, prima che rientri nel Programma protezione testimoni e si trasferisca. La donna vuole fargli conoscere Sam, un poliziotto che l'aiutò nelle indagini sulla corruzione nella Polizia di New York. Mentre Neal va da Ellen scopre che la donna è stata ferita gravemente con armi da fuoco.
- Ascolti USA: telespettatori 2 820 000[6]

## Codice d'onore
- Titolo originale: Honor Among Thieves
- Diretto da: Arlene Sanford
- Scritto da: Joe Henderson

### Trama
Al funerale di Ellen, Neal intravede Sam e lo insegue con Peter, ma non riesce a raggiungerlo. Peter rientra alla White Collar e come primo incarico si reca al Museo Kessman dove un custode ha rinvenuto un apparecchio per l'elusione del sistema di sicurezza. La squadra deve scoprire chi vuole sottrarre un prezioso oggetto di arte contemporanea, così Diana si finge una guida, mentre Neal e Peter visitano la struttura ipotizzando una strategia per un furto. Mentre Neal sta studiando un piano per entrare nel reparto della scientifica dei Marshals e capire come Ellen contattava Sam, riceve una proposta da Abigail, la ladra individuata al museo durante il sopralluogo: lei ruberà per lui il rapporto della scientifica mentre lui ruberà per lei un'opera dal museo. Neal rifiuta perché non ha intenzione di mettersi nei guai, ma Abigail lo ricatta e lui si trova costretto a collaborare. Mozzie per eludere le telecamere cuce dei led visibili all'infrarosso su dei cappelli che permettono di nascondere il volto e attraverso un telecomando mette fuori uso il sistema di sorveglianza. Dopo la rapina avvenuta con successo, Peter capisce che è stato Neal perché non compare nei video dell'inseguimento e ha intenzione di arrestare entrambi durante lo scambio. Mentre Neal consegna l'opera ad Abigail, lei le porge una chiavetta USB contenente le informazioni sulla morte di Ellen, ma Neal cambia idea e la lascia andare, avvertendo Peter che stava già intervenendo. A operazione conclusa Peter decide di chiudere un occhio sull'effrazione facendo promettere a Neal di non agire più alle sue spalle. Infine gli consegna le informazioni ottenute dai Marshals a patto che lui gli riferirà eventuali scoperte sul caso.
- Ascolti USA: telespettatori 2 930 000[7]

## Crisi d'identità
- Titolo originale: Identity Crisis
- Diretto da: David Straiton
- Scritto da: Channing Powell

### Trama
Neal non è ancora riuscito a trovare l'assassino di Ellen né a rintracciare Sam. Qualcuno ha cercato di uccidere Mozzie che, dopo aver acquistato un magazzino a un'asta con June, si è trasferito nella casa di C. H. un membro delle Spie Culper, circolo creato da George Washington per salvaguardare gli Stati Uniti durante la guerra d'indipendenza. Indagando Mozzie scopre che 723, il nome in codice del misterioso proprietario della casa, era il custode della bandiera con cui il futuro presidente attraversò il fiume Delaware nel 1776, cimelio di inestimabile valore che l'individuo che ha sparato a Mozzie voleva rubare.
- Ascolti USA: telespettatori 3 890 000[8]

## Posizioni compromettenti
- Titolo originale: Compromising Positions
- Diretto da: Paul Holahan
- Scritto da: Matthew Negrete

### Trama
Neal incontra Sam che si offre di aiutarlo a trovare l'assassino di Ellen e risolvere il mistero su suo padre, a condizione che l'FBI non venga coinvolta. Peter è alle prese con la deposizione per il processo Delancy, una frode ipotecaria.
- Ascolti USA: telespettatori 3 360 000[9]

## Una storia antica
- Titolo originale: Ancient History
- Diretto da: Russell Lee Fine
- Scritto da: Daniel Shattuck

### Trama
Neal si è infiltrato in una banda che progettava un furto al museo greco, ma viene arrestato dalla polizia di New York. Durante le indagini, alla ricerca del mandante, si scopre che Alexandra Hunter, vecchia conoscenza di Neal, è tornata in città dopo esser uscita di prigione. Peter chiede a Neal di riallacciare i rapporti e scoprire quali siano le sue intenzioni, per poi arrestarla, anche se Neal non è d'accordo.
Diana prende informazioni su Samuel Phelps, ex partner del padre di Neal, tenendo l'indagine riservata tra lei e Peter. Nel frattempo viene recapitata a Neal una busta con una vecchia videocassetta spedita dai Marshals per conto di Ellen. Neal ha intenzione di visionarla con Sam, ma Mozzie non si fida di lui così chiede informazioni a Peter per sapere se è affidabile e con una scusa riesce a sbirciare in un fascicolo che in realtà riguarda Alex Hunter. Mozzie si reca nella stanza d'albergo della ragazza, convinto che ci vivesse Sam, ma Peter che stava sorvegliando l'area, in attesa che Alex rientrasse con Neal, scopre l'intrusione di Mozzie e interviene. I due, perquisendo la stanza, trovano una busta contenente foto di opere d'arte da rubare, ma non riescono a uscire in tempo e si nascondono in bagno appena rientrano i due. Peter avvisa Neal dell'imprevisto e con un diversivo riescono a uscire, ma questo farà saltare la copertura di Neal quando Alex sospetta che lui sia entrato in casa per perquisirla. In un secondo momento Neal chiede ai due il motivo della loro intrusione e Mozzie confessa il malinteso, di conseguenza Neal capisce che Mozzie ha riferito della videocassetta a Peter e arrabbiato chiede ai due di non intromettersi. Neal incontra di nuovo Alex e le propone un piano per non farsi catturare dall'FBI: consegnare la refurtiva a Spiteri, colui che ha commissionato il furto, in modo da arrestarlo. L'operazione purtroppo non va a buon fine poiché interviene la polizia di New York che arresta Neal. Dopo il suo rilascio, la squadra capisce che è stata Alex a far saltare il piano e che era sparita prima dell'arrivo della polizia. Infatti l'obiettivo di Alex era quello di riunire le opere di entrambi i musei nei magazzini della polizia per poi rubarli. Alex riesce a scappare con la refurtiva e truffare anche Spiteri, ingannando tutti. Tornato a casa Neal trova Alex ad aspettarlo; gli dice di aver commesso il furto perché sa che il tesoro del sottomarino (che avrebbero dovuto dividere) non è andato perduto, dunque lui non può farla arrestare e la lascia andare. A fine episodio Neal decide di vedere la videocassetta dei Marshals assieme a Mozzie e Peter. 
- Ascolti USA: telespettatori 3 380 000[10]

## Ultimo round
- Titolo originale: Gloves Off
- Diretto da: Renny Harlin
- Scritto da: Mark Goffman

### Trama
Neal, Mozzie e Peter guardano il contenuto della videocassetta. Una giovane Ellen racconta che nelle forze dell'ordine ci sono molti poliziotti corrotti e che l'omicidio per il quale James, il padre di Neal, si è costituito, in realtà non è stato compiuto da lui. Ellen descrive James come una brava persona e per continuare le ricerche gli dice che è necessario recuperare una chiave custodita in un medaglione. Neal e Peter si promettono di collaborare nelle indagini e di non far immischiare l'FBI nella faccenda. Nel frattempo al bureau si lavora a un nuovo caso: Neal si infiltra in una finanziaria per incastrare una vecchia conoscenza, Eric Dunham, collega di Adler, per insider trading.
Neal incontra Sam per farsi raccontare di più sul padre, ma lui promette di rivelargli tutto in cambio del suo aiuto per scovare gli assassini di Ellen, e soprattutto gli intima di non coinvolgere l'FBI altrimenti non l'avrebbe più rivisto. Nel frattempo Elizabeth vede Sam uscire dalla casa di Neal e lo comunica a Peter che, deluso dalla promessa infranta, incarica Diana di indagare maggiormente su Sam. Peter riesce a trovare il suo indirizzo, gli fa visita e gli dice che la miglior cosa è unire le forze per scoprire di più sulla morte di Ellen. Sam fugge quando si accorge che qualcuno lo sta nuovamente cercando dopo che Peter ha inserito il suo nominativo in un rapporto, nonostante la promessa fatta a Neal di non usare canali ufficiali. Neal viene a saperlo e si infuria con Peter e gli chiede di stare alla larga dalla sua vita privata.
- Ascolti USA: telespettatori 3 800 000[11]

## A prova di proiettile
- Titolo originale: Vested Interest
- Diretto da: Russell Lee Fine
- Scritto da: Jeff Eastin

### Trama
Al Bureau Peter cerca di riappacificarsi con Neal dopo la discussione per la fuga di Sam. Neal e Peter sono stati invitati come relatori alla 53ª conferenza annuale per i migliori risultati dell'FBI perché hanno la maggiore percentuale di casi risolti agente - informatore. La conferenza viene interrotta per una violazione dei sistemi di sicurezza della sala. Mentre Peter indaga sull'accaduto Neal torna a casa e trova Sam ad aspettarlo, con Mozzie si organizzano per scoprire chi vuole rintracciarlo. Peter scopre che Sam è morto 3 anni prima e lo riferisce a Neal, ma mentre lui preferisce credere che abbia simulato la sua morte per sfuggire all'FBI, Peter resta dell'opinione che il Sam in questione sia un'altra persona. Neal trova Sam dopo che era stato pestato a sangue da chi cercava informazioni su Ellen, e con Peter cerca di scovarlo avendo come indizio un tatuaggio che li conduce a Dennis Flynn, un criminale irlandese. Neal dà a Peter un fazzoletto sporco del sangue di Sam per analizzarlo e risalire alla sua vera identità. Si scopre che in realtà Sam è James, il padre di Neal.
- Ascolti USA: telespettatori 3 410 000[12]

## Affari di famiglia
- Titolo originale: Family Business
- Diretto da: Paul Holahan
- Scritto da: Joe Henderson

### Trama
Dopo aver scoperto, grazie all'esame del DNA, che Sam è suo padre, Neal lo affronta e ottiene la sua versione dei fatti: durante una retata il suo supervisore lo aveva sorpreso mentre sottraeva una mazzetta di banconote, ma invece di arrestarlo lo aveva assoldato per informare i Flynn, un'organizzazione criminale irlandese, delle retate e delle indagini sulle loro attività. Quando tentò di lasciare l'organizzazione lo incastrarono per l'omicidio del suo supervisore con la sua pistola di riserva. Una volta in prigione riuscì a convincere Ellen della sua innocenza, ma qualcuno minacciò di uccidere lei, Neal e sua madre se non avesse interrotto le indagini così si dichiarò colpevole. La protezione testimoni decise quindi di mandarlo in Montana da solo.
Peter apre un'indagine su Dennis Flynn Junior che vende whisky contraffatto. Neal si infiltra nella banda come falsario di liquori per arrestarlo e avere la possibilità di perquisire il suo locale alla ricerca di prove sull'omicidio di Ellen. L'operazione riesce, ma una volta in carcere Dennis Flynn Jr viene assassinato, quindi James, il padre di Neal, è costretto a nascondersi nuovamente.
- Ascolti USA: telespettatori 2 770 000[13]

## La chiave del mistero
- Titolo originale: Brass Tacks
- Diretto da: Anton Cropper
- Scritto da: Jim Campolongo e Alexandra McNally

### Trama
Dennis Flynn è stato assassinato mentre veniva caricato sul furgone per il trasferimento a Washington ordinato dal senatore Terence Pratt, l'ex-capitano di James Bennet, il padre di Neal. Pratt si trova a Manhattan per 48 ore, così Peter lo invita alla White Collar per chiedergli informazione sui Flynn. Neal riceve la scatola con gli effetti personali di Ellen e viene finalmente in possesso del medaglione che la donna ha indicato come la chiave per recuperare le prove che aveva raccolto sui poliziotti corrotti che avevano incastrato James. All'interno del medaglione trovano una chiave spezzata e Peter chiede a Mozzie e Jones di lavorare in coppia per risalire alla serratura della chiave di Ellen. Mozzie però cerca in tutti i modi di tenere fuori l'FBI dalla faccenda e riesce a fare una copia della chiave per indagare da solo. Nel frattempo Peter subisce un incidente in auto dopo essersi accorto che i freni della sua auto non funzionavano; Elizabeth pensa che l'artefice dell'incidente sia qualcuno coinvolto nel caso di James, così chiede a Neal di tenere Peter fuori dalle indagini per il suo bene. Neal arriva in ospedale e in presenza di Elizabeth è costretto a mentire a Peter dicendo di non aver scoperto nulla sulla chiave. Lui capisce che Neal gli sta mentendo e dopo la convalescenza è sempre più deciso a scoprire la verità, così continua le ricerche assieme a Jones e Diana. Sia Peter che Neal, pur portando avanti l'indagine separatamente, capiscono che in realtà gli intagli della chiave sono lo skyline di una parte della città.
- Ascolti USA: telespettatori 2 610 000[14]

## Empire City
- Titolo originale: Empire City
- Diretto da: Tim DeKay
- Scritto da: Channing Powell e Daniel Shattuck

### Trama
Neal e Peter scoprono che la chiave in realtà è una mappa, ma entrambi si nascondono reciprocamente l'informazione e indagano autonomamente. Mentre Neal va in giro per la città per capire a quale parte di skyline corrisponde quello della chiave, Peter lo controlla attraverso la cavigliera. Mozzie comincia a fare il tassista per cercare informazioni sulla zona, ma quando scopre che un altro tassista ha il suo stesso numero di licenza, chiede a Peter di aprire un'indagine sulla Taxi and Limousine Commission e sulla vendita di licenze duplicate. A fine episodio Neal scopre che la mappa della chiave conduce all'Empire State Building.
- Ascolti USA: telespettatori 2 280 000[15]

## Promesse d'amore
- Titolo originale: Shoot the Moon
- Diretto da: Russell Lee Fine
- Scritto da: Matthew Negrete e Bob DeRosa

### Trama
Neal è da Sara per una consulenza sui sistemi di sicurezza per l'esposizione del profumo di Maria Antonietta, assicurato dalla Sterling Bosch, per la serata di gala della Parfum Bijou, quando l'oggetto viene rubato. Peter ed Elizabeth, che erano passati a salutarli prima di partire per un weekend a sorpresa, vengono rapiti dai ladri che hanno sottratto il profumo. Dopo il furto, l'FBI si mette sulle tracce della coppia di ladri amanti, Penny e Osborne, quest'ultimo scappato dalla prigione; entrambi rubano oggetti preziosi per realizzare la loro vita da sogno. Neal e Sara provano a ricostruire il loro rapporto; lei però confessa che le è stata offerta una proposta di lavoro a Londra che potrebbe influire sulla loro relazione nel caso Sara dovesse accettare. Nel frattempo Peter ed Elizabeth provano a legare con i ladri con la scusa di trovare un modo per scappare, ma Osborne scopre il tesserino dell'FBI dalla giacca di Peter e si complica la situazione tanto da farlo partecipare alla prossima rapina. Neal scopre che Peter ha lasciato a casa sua, sul tavolo della cucina, un fascicolo sul caso di Ellen, messo di proposito dall'agente per aiutarlo nelle ricerche. Intanto al bureau si accorgono che è sparita l'auto di Peter e che i telefoni dei coniugi Burke sono stati trovati in un cassonetto, dunque pensano a un rapimento da parte degli stessi ladri del profumo e indagano per trovarli. Scoprono che il prossimo furto sarà in un museo: l'obiettivo è un frammento di roccia lunare. Neal e Sara provano a intromettersi, ma Osborne ha preso la pistola di Peter e minaccia di ucciderlo, così Neal si arrende e lascia che Osborne prenda la roccia. Intanto l'FBI circonda l'edificio ma prima di uscire Peter gli consiglia di costituirsi per non aggravare la sua situazione e il ragazzo accetta. Tornati a casa, Elizabeth confessa a Peter di aver detto a Neal di mentirgli riguardo al caso di Sam e lui fa promettere alla moglie di essere sempre sinceri l'uno con l'altra.
- Ascolti USA: telespettatori 2 420 000[16]

## L'originale
- Titolo originale: The Original
- Diretto da: John Kretchmer
- Scritto da: Mark Goffman

### Trama
Neal e Mozzie pensano che Ellen abbia nascosto le prove al Cinquantesimo piano dell'Empire State Building e si organizzano per una ricognizione. Al bureau arriva Amanda Callaway, responsabile dalla White Collar di Atlanta, che viene nominata nuova responsabile dell'ufficio di New York, dopo che Pratt aveva minacciato il vecchio responsabile di Hughes di andare via. La Callaway intende adottare un approccio più collaborativo per tenere sotto controllo tutti gli agenti. Peter e Neal si occupano della possibile contraffazione di una scultura del Bernini, ma durante l'analisi l'attenzione di Neal cade su una vicina opera contemporanea di Dubois che si rileva un falso, il cui falsario potrebbe essere un certo Bellmiere. Callaway fa inspiegabilmente sospendere le indagini su Bellmiere dicendo a Peter che ci sono altri casi di cui occuparsi, ma lui non è d'accordo e porta avanti il caso da solo con Neal. Intanto James, che si è nascosto nel rifugio di Mozzie, attende che Neal recuperi la scatola delle prove di Ellen. Impaziente però si reca a casa di Neal e scoprendo le sue opere gli consiglia di investire nel suo talento artistico. Neal trova un modo per incastrare Bellmiere e l'operazione va a buon fine. Grazie a un sofisticato scanner dell'FBI, che Neal riesce momentaneamente a ottenere, Mozzie perlustra il solaio del 50º piano dell'Empire e scopre dove si nasconde la scatola delle prove. James insiste per recuperarla da solo, ma Neal preme affinché ci sia anche Peter. Intanto Callaway sospetta di Neal e scopre che lo scanner è stato usato per scansionare dei piani dell'Empire e avverte il senatore Pratt.
- Guest star: Emily Procter (Amanda Callaway)
- Ascolti USA: telespettatori 2 120 000[17]

## La caccia
- Titolo originale: In the Wind
- Diretto da: Russell Lee Fine
- Scritto da: Jeff Eastin

### Trama
Individuata la scatola delle prove nel lato sud ovest del 50º piano dell'Empire State Building, Neal ne pianifica il recupero. Ma la Callaway, in combutta con il Senatore Pratt, si intromette e richiede un mandato per perquisire l'edificio e sequestrare la scatola. Peter viene a sapere da Hughes, che aveva piazzato delle cimici all'FBI, delle telefonate di Callaway a Pratt, quindi convoca Mozzie e James a casa di Neal per anticipare la squadra dell'FBI ed entrare in possesso delle prove raccolte da Ellen. Nel frattempo Callaway, per evitare che Neal e James intralcino le ricerche, segue i suoi movimenti attraverso la cavigliera, ma Peter riesce a depistarla indossandola al posto di Neal. 
La Callaway però si accorge che Peter ha la cavigliera di Neal e lo arresta. Mozzie e James riescono ad impossessarsi della scatola ma vengono scoperti, si dividono, ma riescono a portare il contenuto in salvo. James viene fermato da Pratt che si fa consegnare la scatola e gli dice che ha intenzione di mandarlo in carcere. Appena scopre che la scatola è vuota Pratt minaccia Jamesn una pistola e lui si difende prendendo al volo una pistola lasciata da un agente e lo uccide. Peter assiste alla scena e dice a Sam di essere pronto a testimoniare in suo favore se lui si consegna spontaneamente alle autorità. Quest'ultimo però fugge e lascia che l'FBI incolpi Peter dell'assassinio.
SamJames a casa di Neal e comincia a cercare febbrilmente qualcosa tra i documenti recuperati dalla valigetta, documenti che Neal ha già analizzato e che gli hanno detto la verità su suo padre: è un assassino che ha già ucciso in passato. Neal chiede dunque a Jamesnfessare in modo da far liberare Peter ma questi si rifiuta e va via.
- Guest star: Emily Procter (Amanda Callaway)
- Ascolti USA: telespettatori 2 360 000[18]